# Holger Haibach

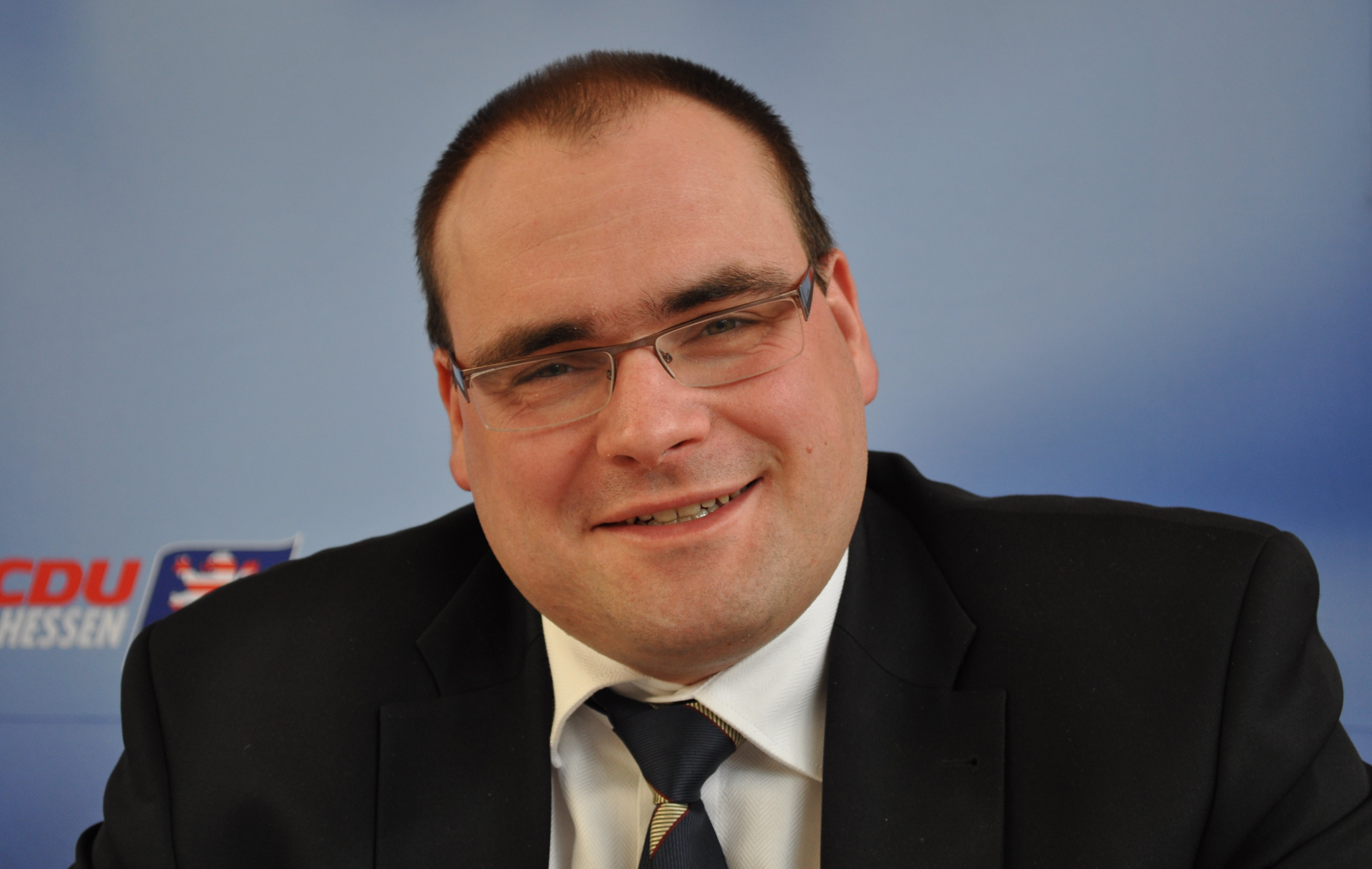
Holger Haibach 2010

Holger-Heinrich Haibach (* 25. September 1971 in Usingen) ist ein deutscher Politiker (CDU). Er war von 2002 bis 2011 Mitglied des Deutschen Bundestages, zuletzt entwicklungspolitischer Sprecher der  CDU/CSU-Fraktion.

## Leben und Beruf
Nach dem Abitur 1991 an der Christian-Wirth-Schule in Usingen absolvierte Haibach bis 1999 ein Lehramtsstudium der Fächer Latein, Geschichte und Altgriechisch an der Universität Gießen. Während des Studiums arbeitete er nebenher im Wahlkreisbüro der Landtagsabgeordneten Brigitte Kölsch. Nach dem Ende seines Studiums nahm er eine Stelle als persönlicher Referent des Landrates des Hochtaunuskreises, Jürgen Banzer, an.
Holger Haibach ist evangelisch und verheiratet.

## Partei
Haibach trat als Schüler 1989 in die Junge Union und 1990 auch in die CDU ein. Haibach gehört seit 1996 dem Vorstand des CDU-Kreisverbandes Hochtaunus und seit 2005 dem Vorstand des CDU-Bezirksverbandes Untermain an.
Nach dem Rücktritt als Abgeordneter arbeitete er von 2011 bis 2013 in Landesdirektor der Konrad-Adenauer-Stiftung (KAS) in Namibia und war dort ein Jahr lang gleichzeitig auch für das Büro in Simbabwe zuständig. 2013 bis 2015 war er Landesdirektor in Chile, wo er auch heiratete. In den Jahren 2015 bis 2018 war er Leiter des Bereichs Zentrale Aufgaben und Services der CDU in Berlin. Seit 2019 ist er erneut für die KAS tätig und leitet deren Büro in Zagreb, das für Kroatien und Slowenien zuständig ist.

## Abgeordneter
1993 bis 1999 und erneut 2006 bis 2011 gehörte Haibach dem Kreistag des Hochtaunuskreises an. Von Oktober 2008 bis 2011 führte er dort die CDU-Kreistagsfraktion.
2002 bis 2011 war er Mitglied des Deutschen Bundestages. Hier war er von 2005 bis 2009 stellvertretender Vorsitzender des Ausschusses für Menschenrechte und humanitäre Hilfe. Seit 2009 war er entwicklungspolitischer Sprecher der CDU/CSU-Bundestagsfraktion. Seit Anfang 2006 war er zudem Vorsitzender des Tibet-Gesprächskreises im Deutschen Bundestag. Er war außerdem Mitglied der Parlamentarischen Versammlungen des Europarates und der Westeuropäischen Union.
Holger Haibach ist stets als direkt gewählter Abgeordneter des Wahlkreises Hochtaunus in den Bundestag eingezogen. Bei der Bundestagswahl 2005 erzielte er hier 45,1 %, bei der Bundestagswahl 2009 45,2 % der Erststimmen. Er hat das Mandat am 1. März 2011 aufgegeben, weil er die Stelle des Landesdirektors der Konrad-Adenauer-Stiftung in Namibia angetreten hatte.
Haibach war Mitglied des Kuratoriums von Aktion Deutschland Hilft e. V., dem Bündnis der Hilfsorganisationen.

## Mitgliedschaften
Haibach war Mitglied der Europa-Union Parlamentariergruppe Deutscher Bundestag.